# Steffen Dünger
Steffen Dünger (* 4. Oktober 1967) ist ein deutscher ehemaliger Fußballspieler.

## Sportliche Laufbahn

### Gemeinschafts-, Club- und Vereinsstationen
In der Juniorenoberliga spielte er beim FC Karl-Marx-Stadt unter den Trainern Christoph Franke und Eberhard Schuster. Mit diesem Team gewann er 1985/86 den DDR-Juniorenmeistertitel.
Anders als Frank Dünger wurde Steffen Dünger im Sommer 1987 in der gemeinsamen Saisonvorschau von fuwo – Die neue Fußballwoche und Deutschem Sportecho nicht im Aufgebot des Oberligisten BSG Stahl Riesa aufgeführt. Im Verlauf der Spielzeit 1987/88 entwickelte sich Dünger, der wahrscheinlich im August oder Anfang September den FCK gen Riesa verließ, in seiner Premierensaison in der höchsten Spielklasse des DDR-Fußballs aber dennoch zu einem Stammspieler der Stahl-Elf. In seinen 18 Einsätzen konnte er mit seinen Mannschaftskameraden den Abstieg aus dem ostdeutschen Oberhaus nicht verhindern. Den Riesaern blieb der Verteidiger auch in der Vorrunde 1988/89 der zweitklassigen Liga erhalten.
In der Winterpause wechselte der 1,79 Meter große Fußballer für die Oberligarückrunde 1988/89 zum FC Rot-Weiß Erfurt. Mit zwölf Einsätzen im Frühjahr konnte sich Steffen Dünger – wieder an der Seite von Frank Dünger, der bereits im Sommer 1988 von Riesa nach Erfurt gewechselt war und wie Steffen einst bei der TSG Blau-Weiß Reichenbach mit dem Fußballspielen begonnen hatte – auch in der Stammformation der Thüringer etablieren. Nach einem unbefriedigenden 11. Rang in der Wendesaison 1989/90 katapulierten sich die Rot-Weißen in der letzten eigenständigen Saison des ostdeutschen Erstligafußballs als Tabellendritter sowohl in die 2. Bundesliga als auch in den Europapokal. In der Premierenspielzeit der gesamtdeutschen 2. Bundesliga mussten die Erfurter den Abstieg aus der 2. Liga hinnehmen und im UEFA Cup war in Runde 2 Schluss gegen Ajax Amsterdam. Dünger wurde dabei in drei der vier EC-Spiele der Erfurter aufgeboten.
Nach einer Spielzeit in der drittklassige Bayernliga bei der SpVgg Weiden kehrte er zum Chemnitzer FC zurück, bei dem er 1984 – damals noch unter dem Namen FC Karl-Marx-Stadt und als Mittelfeldspieler notiert – im Juniorenoberligaufgebot gestanden hatte. Bei den Sachen zählte er zunächst zu den Stützen der Amateurmannschaft, aber 1995/96 wurde der Routinier in der Zweitligaelf eingesetzt, die den Abstieg in die Regionalliga Nordost nicht verhindern konnte.
Ab 1996 stand Dünger in der damals drittklassigen Regionalliga im NOFV-Bereich beim VFC Plauen unter Vertrag. Im Sommer 2000 beendete der 32-jährige ehemalige Erstligaspieler seine Karriere im höherklassigen Fußball.

### Auswahleinsätze
Nachdem Steffen Dünger im April 1988 bereits als Spieler einer Betriebssportgemeinschaft in der U-21 der DDR debütiert hatte, gehörte der Abwehrspieler ebenso im Kalenderjahr 1989 nach seinem Wechsel zu einem Fußballclub, in seinem Fall dem FC Rot-Weiß Erfurt, zum Kader dieser Auswahl. Die Qualifikation für die Finalrunde der U-21-EM 1990 gelang dem ostdeutschen Nachwuchs trotz eines starken Schlussspurts mit drei Siegen in Folge als Tabellenzweiter der Gruppe 3 hinter der Sowjetunion nicht.

## Trainerlaufbahn
Bereits in seiner letzten Saison als Spieler hatte Dünger als Co-Trainer beim VFC Plauen agiert. Dort übernahm er im Anschluss an diese Aufgabe die Geschäftsführerposition. Für sieben Jahre betreute er zwischen 2006 und 2013 als Chefcoach den VfB Auerbach, nachdem er dort im Frühjahr 2006 als Co-Trainer unter Volkhardt Kramer begonnen hatte.